# ألكسندر آدامز
ألكسندر آدامز (بالإنجليزية: Alexander Adams)‏ هو سياسي أمريكي، ولد في 27 ديسمبر 1780 في المملكة المتحدة، وتوفي في 17 أكتوبر 1871 في أواهو في الولايات المتحدة.